# Hydraena grueberi
Hydraena grueberi är en skalbaggsart som beskrevs av Skale och Jäch in Jäch 2009. Hydraena grueberi ingår i släktet Hydraena och familjen vattenbrynsbaggar. Inga underarter finns listade i Catalogue of Life.